# 伯茹 (明尼蘇達州)
伯茹（英語：Bejou，/ˈbiːʒu/ BEE-zhoo）是一個位於美國明尼蘇達州馬諾門縣的城市。

## 人口
根據2020年美國人口普查的數據，伯茹的面積為0.74平方千米，皆為陸地。當地共有人口84人，而人口密度為每平方千米114人。